# パイアセッキ PA-97

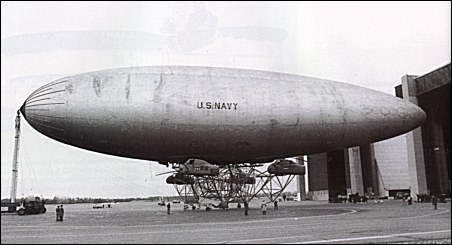
Piasecki PA-97 Helistat

パイアセッキ PA-97 ヘリシュタット（Piasecki PA-97 Helistat）はアメリカ合衆国のパイアセッキ・エアクラフトが製作したハイブリッド飛行船である。

## 概要
PA-97はヘリウム気球の下部に取り付けられたフレームに4機のヘリコプターを合体させたもので、林業における重量物運搬手段として開発された。
この形式はパイアセッキ社により気球による浮力と回転翼が発生する揚力を組合せることで大きな積載重量を得ようというコンセプトで構想されたもので、揚力を増加させた時に揚力と浮力のバランスが崩れて姿勢が変化するのを防ぐため、気球のまわりに複数の回転翼が配置する形式が考案された。
1980年に森林局が地上からのアクセスが困難な地域から木材を運び出すための積載重量の大きい航空機として着目し、実現にあたっては森林局からの資金提供によりアメリカ海軍とパイアセッキ社の間に開発契約が結ばれ、1962年11月の海軍の飛行船廃止に伴い余剰となっていたN級軟式飛行船ZPG-2WとH-34Jヘリコプター4機を使って試作機が製作された。全長104.57mの機体は世界一の大きさの垂直離陸航空機となった。
4機のヘリコプター、H-34の機体後半部（テールブーム部分とテールローター部）は取り除かれ、ヘリウム気球の下部に取り付けられたアルミ製フレームの前後左右に取りつけられたが、このフレームの強度が十分であったかどうかが後に問題となった。コクピット部は4機分すべてに残されていたが、操縦系統は1つにまとめられており、1人のパイロットで操縦することができた。フレームの下面には車輪が取り付けられており、地上駐機状態ではこれによって接地した。
試験飛行はニュージャージー州のレイクハースト海軍航空基地で行われ、1986年4月26日に初飛行した。

## 事故
1986年7月1日、PA-97は試験飛行時に滑走路から離昇した直後、後方からの強風によって着陸脚部分が風に煽られ、これによってフレーム全体が振動し、加えてヘリコプターの地上共振現象（ground resonance）と合わさって全体に共振が生じた。パイロットは出力を上げて姿勢を制御して振動を減衰させようとしたが、振動によりフレームが壊れ、進行方向左後部に位置するヘリコプターが脱落、この際に回転翼がフレームを破砕して更に気嚢を破壊した。フレームの崩壊によって残る3つのヘリコプターも次々と脱落し、気嚢が崩縮して機体は完全に崩壊して滑走路上に墜落、ヘリコプター部は墜落後に燃料タンクからの燃料火災によって炎上した。この事故によりパイロットのグレィ・オレシュフスキー(Gary Oleshfski)は死亡した。
PA-97の開発計画はこの事故によって中止され、放棄された。パイアセッキ社はその後もこの種の“垂直離着陸式ハイブリッド飛行船”の開発を計画し、1988年には気嚢部を硬式飛行船同様の外殻構造とし推進装置をティルトローター機と同じ角度可変式とした"Helistat II"を構想したが、実現はしていない。